# Cindy Sheehan
Cindy Lee Miller Sheehan, född 10 juli 1957 i Inglewood, Kalifornien, är en amerikansk anti-irakkrigsaktivist som uppmärksammades internationellt i augusti 2005 för sin demonstration utanför president George W. Bushs ranch i Texas. Hennes son Casey dödades av irakiska rebeller den 4 april 2004 i Sadrstaden, Bagdad. Hon kallas i media ibland för "Fredsmamman" ("Peace Mom").
Sheehan är medlem av det demokratiska partiet och har en lång historia bakom sig som politisk vänsteraktivist, något som orsakat en del kontroverser. I ett meddelande som Sheehan skickade till ABC:s Nightline skriver hon att hennes son dödades p.g.a. en "neokonservativ agenda för att gynna Israel" och att han "tog värvning i armén för att skydda USA och inte Israel". Detta har fått kritiker att anklaga henne för antisemitism. I en intervju med Mark Knoller från CBS beskrev hon de väpnade rebellerna i Irak som "frihetskämpar".